# Партизанское (Красноярский край)
Партиза́нское — село в  Красноярском крае. Административный центр Партизанского района и Партизанского сельсовета.

## География
Расположено на р. Рыбной (левый приток Кана), в 172 км к юго-востоку от Красноярска и в 40 км от ж/д станции Уяр.

## История
Село Партизанское основано в 1825 году под названием д. Ной, или ещё её называли деревней Нойской. В 1847 году д. Ной была переименована в д. Перово, по фамилии первых переселенцев. В 1857 году в д. Перово открылась церковь, деревня стала именоваться селом, 1858 году оно состояло из 15 дворов.
В XIX веке с. Перово входило в Рыбинскую волость.
В 1901 году с образованием Перовской волости оно стало волостным центром.
Перово было местом политссылки. В 1913—1914 гг. здесь, в частности, отбывали ссылку большевики Н. И. Коростелев, М. П. Вохмина, соратница Е. Д. Стасовой, С. С. Спандаряна. Село Перово в годы гражданской войны было одним из центров партизанского движения на юге Канского уезда.
В начале 1920 года волость была освобождена Красной Армией. Тогда в Перово было 159 дворов с 888 жителями.
В марте 1924 года с. Перово становится районным центром. 21 февраля V Перовский районный съезд Советов принял постановление о переименовании района в Партизанский «в знак признания заслуг района в борьбе с колчаковщиной». Постановлением ВЦИК от 20 августа 1935 г. переименовано селение Перовское, центр Партизанского района Красноярского края, в селение Партизанское.

## Население
| 1920 | 1939  | 1959  | 1970  | 1979  | 1989  | 2002  | 2010  |
| ---- | ----- | ----- | ----- | ----- | ----- | ----- | ----- |
| 888  | ↗2235 | ↗2912 | ↗3533 | ↗3911 | ↗5049 | ↘3977 | ↘3525 |

## Музеи
- Партизанский краеведческий музей.

## Религия
В селе Партизанском закончилось строительство храма Святителя Иннокентия, епископа Иркутского, относящегося к Рыбинскому благочинию Канской епархии Красноярской митрополии.

## Люди, связанные с селом
- Петров, Пётр Поликарпович (25 января 1892 — 23 октября 1941) — русский советский писатель, литератор, участник гражданской войны.